# Confédération européenne de billard
Pour les articles homonymes, voir CEB.

Logo de CEB (2017)

La Confédération européenne de billard (CEB) regroupe plusieurs fédérations nationales de billard carambole en Europe. Elle est membre de l'Union mondiale de billard. Elle fut officiellement créée le 12 juillet 1958. 

## Palmarès de la CEB
- Championnat d'Europe de billard carambole partie libre
- Championnat d'Europe de billard carambole cadre 47/2
- Championnat d'Europe de billard carambole cadre 71/2
- Championnat d'Europe de billard carambole cadre 47/1
- Coupe d'Europe Classic Teams
- Championnat d'Europe de billard carambole à la bande
- Championnat d'Europe de billard carambole 3 bandes
- Championnat d'Europe de billard carambole artistique
- Championnat d'Europe de billard carambole partie libre cadets
- Championnat d'Europe de billard carambole partie libre juniors

## Composition du bureau
Composition du bureau